# Leonard D. White
Leonard Dupee White (né le 17 janvier 1891 à Acton, dans le Massachusetts – 23 février 1958 à Chicago, dans l'Illinois) est un historien américain. Il est spécialiste de l'histoire de l'administration publique aux États-Unis, et particulièrement de l'administration présidentielle. Pionnier dans ce domaine, White travaille à l'université de Chicago, après avoir travaillé pour l'administration Franklin D. Roosevelt.
Il remporte le prix Pulitzer d'histoire en 1959 pour son ouvrage The Republican Era, 1869-1901: A Study in Administrative History, coécrit avec l'historienne Jean Schneider.

## Biographie
White naît le 17 janvier 1891 à Acton, dans le Massachusetts. Ses parents sont John Sidney White and Bertha H. (Dupee) White. Il obtient son bachelor's degree à Dartmouth en 1914, et obtient son master en 1915. Il enseigne ensuite pendant quelques années. Il obtient son doctorat à l'université de Chicago en 1921.
En 1934, il se rend à Washington et travaille pour la U.S. Civil Service Commission et le bureau central des statistiques. Il meurt à Chicago en 1958.
Il écrit quatre ouvrages historiques au cours de sa vie. Le dernier, publié l'année de sa mort, s'intitule The Republican Era, 1869-1901: A Study in Administrative History. Cet ouvrage est co-écrit avec l'historienne Jean Schneider. Il remporte de manière posthume le prix Pulitzer d'histoire en 1959 avec cette dernière. L'université de Chicago a créé un prix en son honneur, le Leonard D. White Award (en), qui récompense les travaux portant sur l’histoire de l'administration américaine.

## Récompenses
- 1927-1928 : Bourse Guggenheim
- 1948 : Prix du livre de la Fondation Woodrow Wilson, Les Fédéralistes: Une Étude en Histoire de l'Administration[3]
- 1959 : prix Pulitzer d'histoire pour The Republican Era, 1869-1901: A Study in Administrative History[4]

## Publications
- 1921 : « The Origin of Utility Commissions in Massachusetts », Journal of Political Economy, March 1921; aussi publié séparément par l'University of Chicago Press – Travail de synthèse de la thèse doctorale
- 1925 : Conditions of Municipal Employment in Chicago: A Study in Morale
- 1926 : Introduction to the Study of Public Administration, republié en 1954
- 1936 : The Frontiers of Public Administration (2 volumes)  (avec John M. Gaus (de) et Marshall Edward Dimock (d))
- 1942 : Defense and War Administration, 1939-1942
- 1948 : The Federalists: A Study in Administrative History 1789-1801
- 1951 : The Jeffersonians: A Study in Administrative History 1801-1829
- 1954 : The Jacksonians: A Study in Administrative History 1829-1861
- 1958 : The Republican Era, 1869-1901: A Study in Administrative History